# 霍祝三
霍祝三（1879年—1965年6月11日），原名居华，男，陕西绥德人，中国社会活动家、政治人物，曾任绥德分区行政公署专员，陕西省政协副主席。